# Putuo (Zhoushan)
Putuo léase Pu-Tuó  (en chino simplificado, 普陀区; pinyin, Pǔtuó qū) es un distrito urbano bajo la administración directa de la ciudad-prefectura de Zhoushan. Se ubica en la provincia de Zhejiang, este de la República Popular China. Su área es de 461 km² y su población total para 2010 fue cerca a los 400 mil habitantes.

## Administración
El distrito de Putuo se divide en 9 pueblos que se administran en 4 subdistritos y 5 poblados.